# Gabinete Poincaré I
O Gabinete Poincaré I foi o ministério formado por Raymond Poincaré em 14 de janeiro de 1912 e dissolvido em 21 de janeiro de 1913. Foi o 52º gabinete da Terceira República Francesa, sendo antecedido pelo Gabinete Caillaux e sucedido pelo Gabinete Briand III.

## Contexto
Em janeiro de 1912, Raymond Poincaré foi nomeado Presidente do Conselho de Ministros e formou um governo de republicanos moderados (ou "progressistas"). Assumiu também a pasta das Relações Exteriores e estabeleceu para si a linha diplomática de aproximação com a Inglaterra, consolidação da aliança com o Império Russo e firmeza contra a Alemanha. A imprensa parisiense, nesse período, deu-lhe uma reputação lisonjeira de determinação, o que influenciaria em sua futura eleição para a Presidência da República.
Poincaré renunciou após vencer a eleição presidencial de 1913, contra seu ministro da Agricultura, Jules Pams, que renunciou imediatamente após sua derrota. Em seguida, o Presidente demissionário, Armand Fallières, pediu que Aristide Briand, então ministro da Justiça, formasse um novo governo.

## Composição
- Presidente da República: Armand Fallières
- Presidente do Conselho de Ministros: Raymond Poincaré
- Ministro dos Estrangeiros: Raymond Poincaré
- Ministro da Justiça: Aristide Briand
- Ministro do Interior: Théodore Steeg
- Ministro da Guerra: Alexandre Millerand (1912-1913); Albert Lebrun (1913)
- Ministro das Finanças: Louis-Lucien Klotz
- Ministro da Marinha: Théophile Delcassé
- Ministro da Instrução Pública e Belas Artes: Gabriel Guist'hau
- Ministro das Obras Públicas, Correios e Telégrafos: Jean Dupuy
- Ministro da Agricultura: Jules Pams
- Ministro do Comércio e Indústria: Fernand David
- Ministro das Colônias: Albert Lebrun (1912-1913); René Besnard (1913)
- Ministro do Trabalho e Previdência Social: Léon Bourgeois

## Realizações
- Visita de Estado à Rússia como parte da Aliança Franco-Russa;[3]